# Flumen

Superkomórka burzowa nad Teksasem

flumen (flm) (łac. rzeka, strumień) – pasmo nisko występujących chmur w superkomórce burzowej, ułożonych równolegle do kierunku przepływu powietrza w dolnej części troposfery i przemieszczających się w kierunku lub do wnętrza superkomórki.
Chmury te mogą utworzyć wzdłuż pseudofrontu ciepłego superkomórki tzw. pasma dopływowe (ang. inflow bands), które znajdują się mniej więcej na podobnej wysokości co podstawa prądu wstępującego. Chmury te nie mają połączenia z chmurą stropową (murus), a ich podstawa znajduje się od niej wyżej. Chmury te są często mylone z tornadami, odróżnia je to, że flumen nie obraca się. 
Tego typu formacje chmur są zwykle spotykane w połączeniu z silnymi burzami i superkomórkami. 
Najczęściej występują podczas sezonu burzowego w alei tornad w Stanach Zjednoczonych.  

Jednym ze szczególnych typów flumen jest długa, względnie szeroka i płaska chmura nazywana ogonem bobra (ang. beaver's tail). 

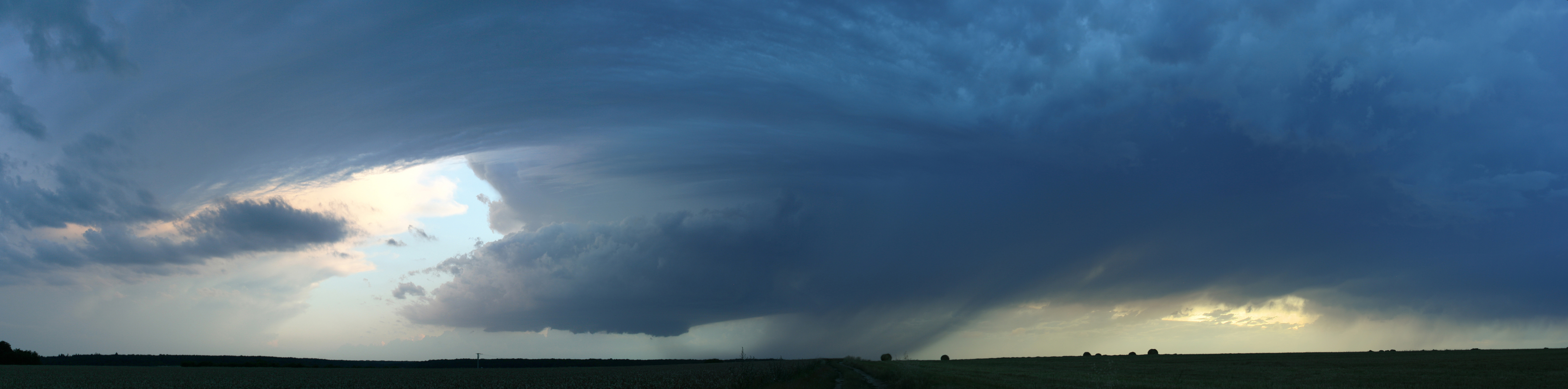
Superkomórka z chmurą stropową

Chmury te towarzyszą chmurom cumulonimbus. 